# Slomotion

Slomotion est le cinquième album studio du groupe canadien The Watchmen (en). L'album est sorti en 2001 en 2 CD, le deuxième CD a rencontré un grand succès avec plus de 50 000 disques vendus. Ce fut le dernier album studio du groupe.

## Crédits
Personnel
- Daniel Greaves - chant, piano
- Joey Serlin - guitare, chant, claviers
- Ken Tizzard - basse, programmation

Personnel supplémentaire
- Sammy Kohn - batterie sur le CD 2
- Pete Loewen - basse sur les pistes 1 et 2 sur le CD 2